# Правительство Поль-Бонкура
Правительство Поль-Бонку́ра — кабинет министров, правивший Францией 41 день с 18 декабря 1932 года по 28 января 1933 года, в период Третьей французской республики, в следующем составе:
- Жозеф Поль-Бонкур — председатель Совета министров и министр иностранных дел;
- Эдуар Даладье — военный министр;
- Камиль Шотан — министр внутренних дел;
- Анри Шерон — министр финансов;
- Альбер Далимье — министр труда и социального обеспечения;
- Абель Гардей — министр юстиции;
- Жорж Лейг — министр флота;
- Леон Мейер — министр торгового флота;
- Поль Пенлеве — министр авиации;
- Анатоль де Монзи — министр национального образования;
- Эдмон Мьелле — министр пенсий;
- Анри Кей — министр сельского хозяйства;
- Альбер Сарро — министр колоний;
- Жорж Бонне — министр общественных работ;
- Шарль Даниэлу — министр здравоохранения;
- Лоран Эйнак — министр почты, телеграфов и телефонов:
- Жюльен Дюран — министр торговли и промышленности.